# Hypenodes humidalis
Hypenodes humidalis là một loài bướm đêm trong họ Erebidae.

## Hình ảnh

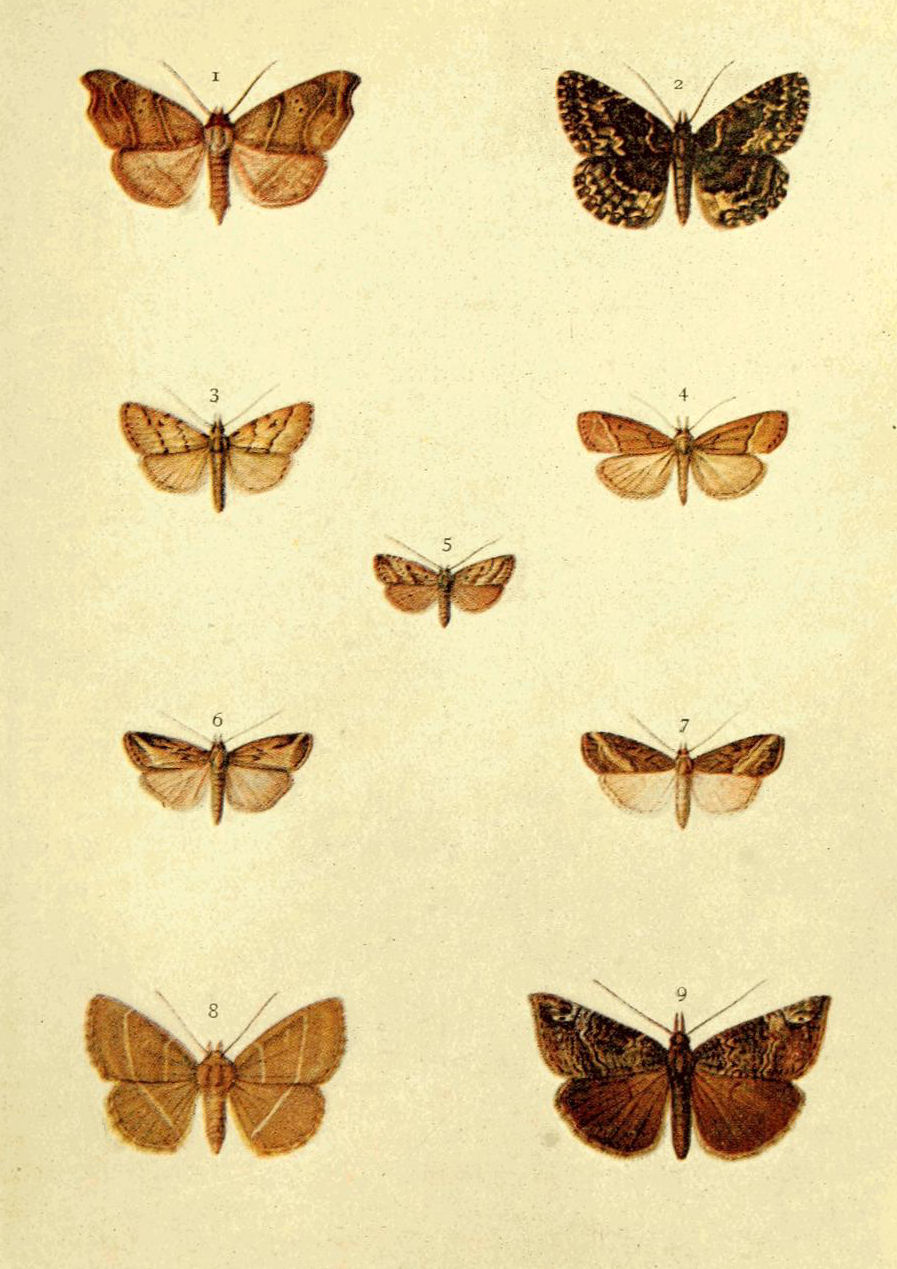